# Karla Argueta
Karla Yesenia Argueta – salwadorska zapaśniczka walcząca w stylu wolnym. Brązowa medalistka mistrzostw panamerykańskich w 2004 roku.